# پرستاری در ایران

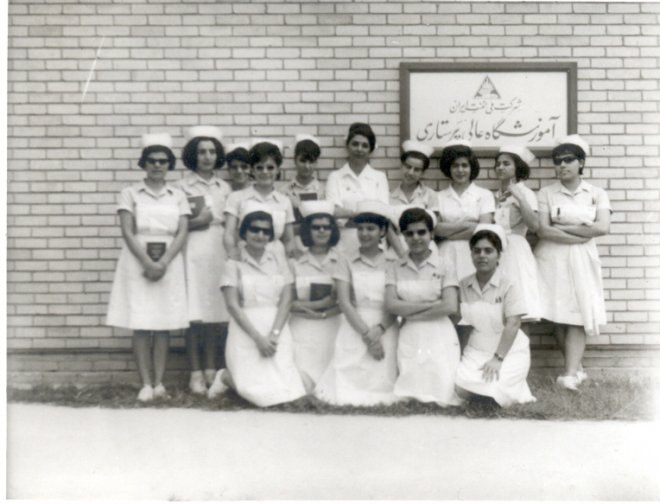
فارغ‌التحصیلان آموزشگاه عالی پرستاری شرکت نفت آبادان، سال ۱۳۳۰

پرستاری در ایران، یک رشته کاملاً آکادمیک و دانشگاهی است.

## پیشینه پرستاری در ایران

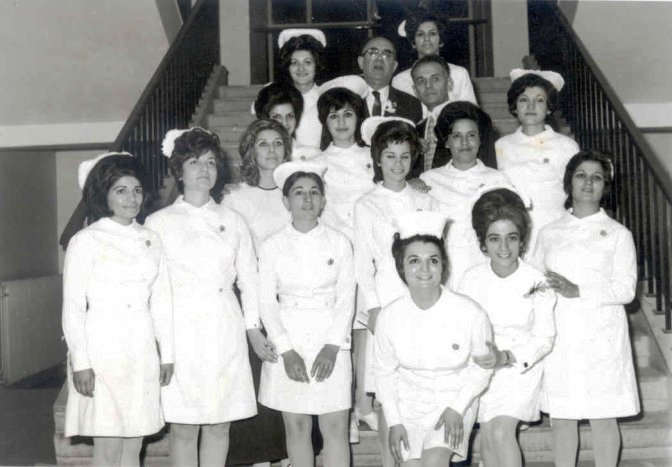
فارغ‌التحصیلان آموزشگاه عالی پرستاری شرکت نفت آبادان، سال ۱۳۳۰

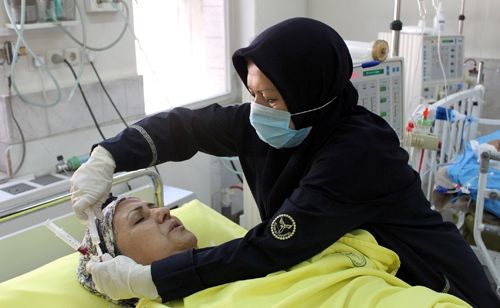
یک پرستار مراقب‌های ویژه ایرانی در حین انجام کار

آموزش پرستاری در ایران، به‌خصوص برای زنان، همواره دچار مشکلاتی بوده است. به‌طور مثال تا دهه ۱۹۵۰ میلادی، آموزش پرستاری برای زنان در ایران یک تابوی اجتماعی محسوب می‌گردید.
نخستین موسسه‌ای که به زنان ایران آموزش پرستاری ارائه می‌داد بیمارستان پرزبترین آمریکاییان در تهران از سال ۱۸۹۳ بود. مدارس دیگری در رشت (۱۹۲۴)، همدان (۱۹۲۷)، و کرمانشاه (۱۹۳۱) سپس تأسیس گردیدند. در سال ۱۹۳۶ بود که دانشگاه‌های کشور همانند مشهد، تبریز، و تهران آموزش پرستاری مدرن را در ایران آغاز کردند. دانشگاه شیراز نیز کار خود را در سال ۱۹۳۷ آغاز کرد. مدیریت و تدوین دوره‌های این موسسات بنا بر درخواست وزارت آموزش عالی کشور تماماً بر عهده متخصصین پرستاری از آمریکا واگذار گردید.
در سال ۱۹۵۶، نخستین کنفرانس سرتاسری آموزش پرستاری در ایران برگزار گردید که بسیاری از سیاستگذاری‌های آتی را باعث شد.
۱۴ مؤسسه آموزش عالی به سال ۱۹۶۹ در ایران رشته پرستاری را ارائه می‌کردند، اما تنها دانشگاه شیراز دوره چهارساله پرستاری ارائه می‌داد. دانشگاه شیراز به ویژه در زمینه آموزش پرستاری در کشور پیشرو بود و نخستین دانشگاهی بود که به پرستاران پروانه حرفه‌ای اعطا می‌کرد. همچنین تنها در دانشگاه شیراز بود که آموزش پرستاری به زبان انگلیسی ارائه می‌گردید.
با تشکیل وزارت بهداشت، درمان و آموزش پزشکی در سال ۱۳۶۵ و ایجاد دانشکده های پرستاری و مامایی، کیفیت آموزش پرستاری ارتقا یافت. به دنبال آن، فعالیت آموزشی پرستاران در حوزه ستادی معاونت آموزشی وزارت بهداشت درمان و آموزش پزشکی، در ابعاد مختلف برنامه ریزی، گسترش، ارزشیابی و باز آموزی، شکل تازه ای به خود گرفت. در سال ۱۳۶۶ ، شورای عالی انقلاب فرهنگی پس از نظر خواهی از شاخه پرستاری، دوره کاردانی را لغو و مجددا برنامه کارشناسی پیوسته پرستاری تصویب شد و دانشکده های پرستاری و مامایی علاوه بر پذیرش دانشجو در مقطع کارشناسی ناپیوسته، اقدام به پذیرش دانشجو در مقطع کارشناسی پیوسته نیز نمودند. در دولت دهم یک معاونت به عنوان معاونت پرستاری وزارت بهداشت به معاونت‌های دیگر وزارت بهداشت ایران اضافه گردید.

### پرستاری حرفه‌ای در ایران
پرستاری حرفه‌ای در ایران برگرفته از پرستاری حرفه‌ای در کشورهای اروپایی است، اولین بار در سال ۱۲۹۴ شمسی میسیونرهای مذهبی در ارومیه مدرسه پرستاری تأسیس کردند و این شیوه بعدها به سایر شهرهای ایران نیز گسترش یافت. در سال ۱۲۹۵ آموزشگاه دیگری در تبریز با پذیرش داوطلبان دارای مدرک سوم متوسطه و به صورت دورهٔ سه ساله به تربیت پرستار مبادرت نمود.
در دههٔ ۳۰ شمسی اساسنامه‌های آموزشگاه‌های پرستاری توسط وزارت بهداری در ایران تدوین شد. در سال‌های ۱۳۲۰ تا ۱۳۳۸ به ترتیب آموزشگاه‌های پرستاری شرکت نفت آبادان ۱۳۲۰، هلال احمر همدان ۱۳۲۷، تهران ۱۳۲۸، نمازی شیراز ۱۳۳۳ و جرجانی مشهد ۱۳۳۸ تأسیس شدند. انجمن صنفی پرستاران در سال ۱۳۳۶ تشکیل شد و این انجمن به شورای بین‌المللی پرستاری پیوست. از شرایط پذیرش برخی از آموزشگاه‌ها داشتن مدرک دیپلم کامل متوسطه بود.
در سال ۱۳۳۷ طبق اساسنامه آموزشگاه‌های پرستاری مصوب شورای عالی فرهنگ، مقرر گردید پذیرش داوطلبان کلیه آموزشگاه‌ها با مدرک کامل متوسطه، دوره تحصیل سه سال و ارزش آن معادل لیسانس پرستاری محسوب گردد. برنامة تحصیلی مدارس عالی پرستاری با رعایت معیارهای شورای بین‌المللی پرستاران و سازمان بهداشت جهانی تنظیم و به تصویب شورای عالی فرهنگ رسید. در این برنامه علاوه بر دروس اختصاصی و فنی، دروس علوم رفتاری و اجتماعی نیز گنجانده شد. در سال ۱۳۴۴ اولین دوره آموزش چهارساله پرستاری با تأسیس انستیتو عالی پرستاری فیروزگر آغاز گردید. به دنبال آن فارغ التحصیلان سایر آموزشگاه‌ها به منظور کسب مدرک لیسانس، دورهٔ تکمیلی لیسانس را طی نمودند. به‌طوری‌که در سال ۱۳۵۴ با تصویب دورة لیسانس پرستاری در وزارت علوم کلیه مراکز آموزش عالی پرستاری موظف به ارائه دورهٔ چهار ساله با برنامه متمرکز گردیدند.
در سال ۱۳۵۹ با تشکیل شاخه پرستاری ستاد انقلاب فرهنگی برنامه‌ریزی متمرکز پرستاری توسط این شاخه با استفاده از نظرات صاحب نظران پرستاری صورت گرفت. با تشکیل وزارت بهداشت و درمان آموزش پزشکی، در سال ۱۳۶۵ و ایجاد دانشکده‌های پرستاری و مامایی، کیفیت آموزش پرستاری توسعه فراوان یافت. به گونه‌ای که از سال ۱۳۶۵ آموزش پرستاری در جهت فلسفه جامع گرا، جامعه نگر و جامع نگر گام‌های مؤثری برداشته‌است.
در سال ۱۳۶۹ انجمن پرستاری ایران به عنوان اولین تشکل صنفی پرستاری بعد از انقلاب تأسیس گردید. در سال ۱۳۷۳ برنامه کارشناسی رشته پرستاری در راستای آموزشی جامعه نگر تدوین و در سال ۱۳۷۴ برنامه به تصویب شورای عالی برنامه‌ریزی وزارت فرهنگ و آموزش عالی رسید.
پس از تشکیل شورای عالی برنامه‌ریزی علوم پزشکی در وزارت بهداشت درمان و آموزش پزشکی این برنامه تحت نظارت کامل وزارت خانه قرار گرفت؛ و بعد از پیگیری فعالان پرستاری اساسنامه قانون نظام پرستاری در ۲۱ مرداد ۱۳۸۰ تصویب شد.

## وضعیت پرستاری در ایران
استانداردهای جهانی نشان می‌دهد در بخش داخلی و جراحی، هر ۴ تا ۶ بیمار باید یک پرستار داشته باشند (که در ایران، هر ۱۲ بیمار یک پرستار دارند (چاپ در۱۳۸۹)).
مقام‌های خانه پرستار در ایران می‌گویند سالانه بیش از ۷۰۰ پرستار ایرانی کشور را ترک می‌کنند. در حال حاضر بیشتر پرستاران ایرانی به آمریکا، کانادا و استرالیا رفته و در آنجا حقوقی به مراتب بالاتر از ایران دریافت می‌کنند. کمترین حقوق پرستاران با کمترین میزان تحصیلات در آمریکا، ۵۲ تا ۵۵ هزار دلار در سال است و بالاترین آن ۱۸۶ هزار دلار در سال (چاپ در۱۳۸۹). بالاترین حقوق پزشک، ۶۶۵ هزار دلار در سال بوده و کمترین حقوق پزشک ۱۱۷ هزار دلار در سال (چاپ در۱۳۸۹). در همان کشورها، حقوق پرستاران نیز حداکثر ۱۸۶ هزار دلار در سال، یعنی به نسبتی حدود ۳ تا ۴ برابر، اما در ایران این اختلاف گاهی به ۴۰۰ برابر می‌رسد. بنا به اعتقاد برخی از پزشکان، کارانهٔ پزشکان در اجرا همیشه بالاتر از پرستاران بوده است و طبیعی است با افزایش تعداد بیماران، کارانهٔ آن‌ها نیز افزایش پیدا می‌کند؛ ولی چون کارانه پرستاران مقداری حداقلی است، افزایش بیماران نیز تغییر چندانی در حقوق آنها ایجاد نمی‌کند. در مقابل برخی پرستاران اعتقاددارند آنهایی که کمتر کار می‌کنند حقوق بیشتری می‌گیرند، ولی پرستاران از حداقل حقوق برخوردار می‌شوند.
بنا به اعلام مسئول هلال‌احمر در دی ۱۳۹۴ بیماران در بیمارستان‌های دولتی که اغلب ازلحاظ کادر بهیاری و کمک بهیاری در مضیقه قرار دارند، از حیث مراقبت‌های پیرامونی برای بهبود وضعیت جسمی و روحی شدیداً نیازمند یک مراقب هستند. در راستای جبران کمبود پرستار در مراکز درمانی، مجوز استفاده از دانشجویان پرستاری ترم شش به بعد داده‌شده‌است تا با این ترتیبات فشار کاری پرستاران نیز کاهش یابد. الزام شرکت‌ها به بیمه کردن پرستاران، عقد قرارداد شفاف و با اطلاع طرفین (پرستاران و شرکت‌ها) و ارائه نسخه سوم قرارداد به پرستاران، از الزامات استخدام شرکتی پرستاران است.
بنابر خبری در ۱۳۹۳/۰۷/۰۸ با عنوان «دیپلمه‌هایی که ۶ ماهه پرستار می‌شوند!»، محمد شریفی مقدم عضو شورای عالی نظام پرستاری، تربیت کمک‌پرستار به بهانهٔ رفعِ کمبود نیروی پرستاری در بیمارستان‌ها را، «ظلم» مضاعف در حق بیماران می‌داند و معتقد است در حالی که دنیا به سمت پرستاری تخصصی و فوق تخصصی می‌رود، استفاده از افراد دیپلمه که با یک دوره آموزشی ۶ ماهه در مراکز درمانی حاضر می‌شوند، ظلم به بیماران است. محمد شریفی مقدم همچنین می‌گوید، به بهانه کمبود کادر پرستاری، سعی در احیای کمک پرستاری دارند، در حالی که موضوع تربیت کمک پرستار در اوائل دهه هفتاد یکبار مطرح شد که آن زمان با واکنش جامعه پرستاری مواجه گردید و منتفی شد.

## وقایع
صبح روز ۱۵ مرداد ۱۳۹۶ جامعه پرستاری اهواز در اعتراض به طرح تربیت پرستار بیمارستانی مقابل دانشگاه علوم پزشکی جُندی‌شاپور اهواز تجمع کردند و خواستار لغو طرح تربیت پرستار بیمارستانی شدند. پرستاران می‌گویند: «تربیت پرستار در بیمارستان‌ها، هم از اعتبار و تخصص پرستاری آکادمیک می‌کاهد و هم سلامت مردم را با «غیرفنی‌نگری» تهدید می‌کند.»